# Société anonyme des Charbonnages de l'Espérance et Bonne-Fortune

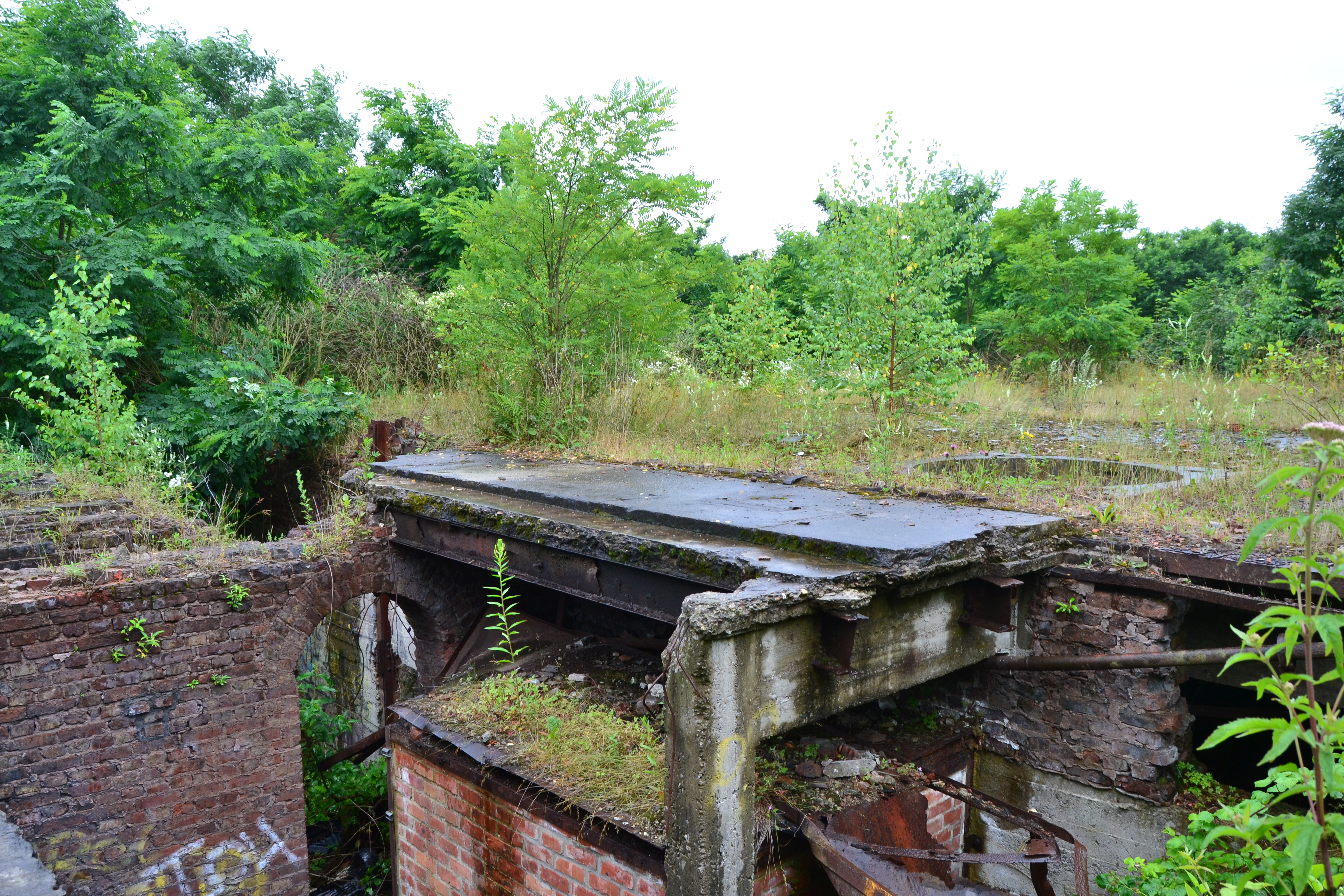
Ruïne van groeve Saint-Nicolas

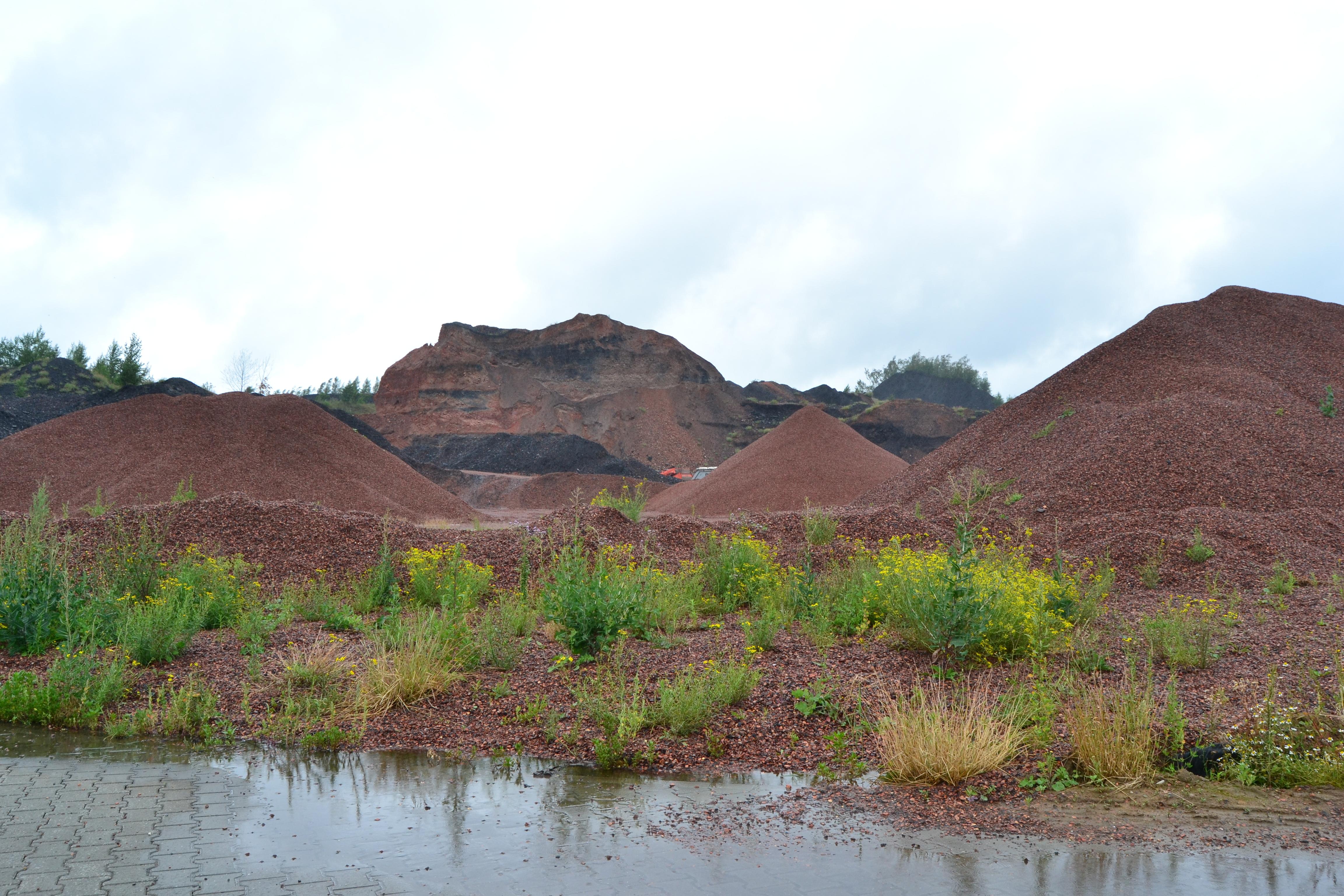
Terril van Bonne-Fortune

De Société anonyme des Charbonnages de l'Espérance et Bonne-Fortune is een voormalig steenkoolmijnbouwbedrijf, dat actief was in het Luiks steenkoolbekken, vooral ten westen van Luik, met name in Saint-Nicolas, Montegnée en Ans.
In het noordoosten van de concessie vond men die van de Société anonyme des Charbonnages de Patience et Beaujonc réunis, ten zuidwesten die van de Société anonyme des Charbonnages de Gosson-Kessales, en ten westen die van de Société anonyme des Charbonnages du Bonnier.
De activiteiten van de maatschappij kwamen in 1974 voorgoed tot een einde.

## Geschiedenis
De maatschappij kwam tot stand door fusie van de volgende onderdelen:

### Société de l'Espérance
Deze maatschappij is terug te voeren op een aantal open steenkoolgroeven, waarvan sommige reeds in de 17e eeuw bestonden en waarvan een aantal de naam l'Espérance hadden. In 1825 werd de Société de l'Espérance opgericht, welke bestond uit de groeve Nouvelle Espérance, en de schachten Plancher en Grande bure. In 1870 werd ook de groeve Saint-Nicolas (ook: Beûr al djote) geopend.

### Société de la Bonne Fortune
Deze maatschappij werd in 1837 opgericht en bezat een concessie die delen van Grace, Montegnée, Hologne, Loncin en Ans omvatten.

### Société anonyme des Charbonnages de l'Espérance et Bonne-Fortune
Uiteindelijk kwam in 1879 de fusie tot stand, doordat l'Espérance de aandelen van Bonne Fortune overnam.
In de 20e eeuw vond de exploitatie plaats in drie mijnzetels: Bonne-Fortune, welke in 1962 werd gesloten; Espérance, welke in 1973 werd gesloten; en Saint-Nicolas, waar de steenkoolwasserij zich bevond en welke door ondergrondse tunnels met de twee overige mijnzetels was verbonden.

## Heden
De schachtbok van Saint-Nicolas was de laatst overgeblevene in het Luikse gebied, doch deze werd gesloopt in 1985. Veel mijnterreinen zijn gebruikt voor nieuwe bedrijfsvestigingen. De terril van Bonne-Fortune is nog aanwezig maar wordt ontgonnen voor de winning van gravel.